# Wackelkopfpuppen-Syndrom
Das Wackelkopfpuppen-Syndrom (engl. Bobble-head-doll syndrome, kurz BHDS) ist ein seltenes neurologisches Syndrom in der Kinderheilkunde, das mit rhythmischen Kopfbewegungen einhergeht. Es ist Folge eines Hydrocephalus und tritt vor allem bei Kindern unter fünf Jahren auf.

## Ursachen
Das Wackelkopfpuppen-Syndrom tritt als Folge eines Hydrozephalus auf. Der Hydrozephalus, der zu diesem Krankheitsbild führt, ist meist Folge einer Zystenbildung (z. B. Arachnoidalzyste) oder anderer Tumoren in den Hirnventrikeln, insbesondere des dritten Ventrikels.
Die pathophysiologischen Grundlagen für das Auftreten der rhythmischen Kopfbewegungen sind noch nicht sicher geklärt. Es wird angenommen, dass sie durch Druck auf Kerngebiete im Hirnstamm ausgelöst werden.

## Häufigkeit
Vom Wackelkopfpuppen-Syndrom sind fast ausschließlich Kinder unter fünf Jahren betroffen. Die Erkrankung ist sehr selten. Seit der Erstbeschreibung des Syndroms im Jahre 1966 durch J. W. Benton und andere wurden etwa 30 Fälle in der medizinischen Fachliteratur veröffentlicht.

## Krankheitsbild
Das Krankheitsbild ist gekennzeichnet durch nickende Kopfbewegungen, die mit einer Frequenz von zwei bis drei Bewegungen pro Sekunde auftreten. Der Oberkörper kann von diesen oszillierenden Bewegungen mit einbezogen werden. Charakteristisch ist ferner, dass die Bewegungen hauptsächlich im Wachzustand des Kindes auftreten. Im Schlafzustand sowie bei Konzentration des Kindes verschwinden die Oszillationen beziehungsweise werden abgeschwächt, bei emotionaler Erregung werden sie verstärkt. Neben diesen für das Krankheitsbild typischen Symptomen können zahlreiche andere Auffälligkeiten vorhanden sein. Häufig treten Tremor sowie so genannte Pyramidenbahnzeichen auf. Die Entwicklung der Psyche und der Motorik ist eingeschränkt oder verlangsamt.

## Therapie
Durch Beseitigung der Ursache, beispielsweise durch neurochirurgische Entfernung der Zyste, kann in der Regel eine Rückbildung der Symptomatik erreicht werden.